# Blazar
Un blazar (dall'inglese: blazing quasi-stellar object) è una sorgente altamente energetica, variabile e molto compatta associata a un buco nero supermassiccio situata al centro di una galassia ospitante. Sono tra i più violenti fenomeni nell'universo e sono un importante argomento di studio dell'astronomia extragalattica. Caratteristica di un blazar è che il fascio di energia uscente dall'oggetto è direttamente puntato verso l'osservatore.
I blazar fanno parte di un grande gruppo di galassie attive, dette anche Nuclei Galattici Attivi (AGN, in inglese). Tuttavia, i blazar non sono un gruppo omogeneo e si possono dividere in due tipi: i quasar altamente variabili, qualche volta chiamati quasar ottici violentemente variabili (OVV), che sono solo una piccola porzione tra tutti i quasar, e gli oggetti del tipo BL Lacertae. Alcuni oggetti rari possono essere considerati “blazar intermedi”, i quali sembrano avere sia proprietà degli OVV che proprietà dei BL Lacertae. Il nome “blazar” è stato coniato nel 1978 dall'astronomo Ed Spiegel per indicare la combinazione di queste due classi di oggetti.

## Struttura
I blazar, come tutti gli AGN, sono così energetici a causa del materiale che cade all'interno di un buco nero supermassiccio, che sta al centro della galassia ospite.
Gas, polveri e stelle vengono catturate e la spirale in questo buco nero centrale crea un disco di accrescimento caldo che genera un'enorme quantità di energia, sotto forma di fotoni, elettroni, positroni e altre particelle elementari. Questa regione è abbastanza piccola, approssimativamente 10−3 parsec di larghezza.
Ci sono pure grandi anelli opachi che si estendono per vari parsec dal buco nero centrale, che contengono gas caldo misto a regioni con un'alta densità. Queste “nubi” possono assorbire e riemettere energia dalle regioni nelle vicinanze del buco nero. Sulla Terra vengono rilevate come linee di emissione nello spettro del blazar.
Perpendicolarmente al disco di accrescimento, un paio di getti relativistici portano via dall'AGN plasma altamente energetico. Il getto è orientato grazie a una combinazione di intensi campi magnetici a potenti venti che arrivano dal disco di accrescimento e gli anelli. Dentro il getto, fotoni ad alta energia e particelle interagiscono tra di loro e con il forte campo magnetico. Questi getti relativistici possono estendersi fino a 10 kiloparsec di distanza dal buco nero centrale.
Nel modello unificato degli AGN (AGN unified model) i blazar sono interpretati come galassie attive osservate in direzione del getto relativistico. Questa peculiarità permette di spiegare le caratteristiche fisiche dei blazar: elevata luminosità osservata, variazione molto rapida, alta polarizzazione, e moto apparentemente superluminale osservato nei primi parsec del getto nella maggior parte dei blazar, probabilmente connesso ad effetti relativistici del fronte d'onda.
La visione generalmente accettata è che i quasar OVV sono potenti radiogalassie, mentre gli oggetti BL Lacertae sono deboli radiogalassie. La distinzione tra questi due tipi spiega la differenza tra le proprietà delle linee di emissione nei blazar. In entrambi i casi le galassie ospiti sono giganti ellittiche.
Modelli alternativi, per esempio microlenti gravitazionali, sono in grado di rappresentare solo una piccola porzione di quasar osservati che non hanno le proprietà generali.

## Effetti relativistici
Nei blazar si producono anche degli effetti relativistici, ovvero effetti che possono essere interpretati dalla relatività speciale. Principalmente la luminosità del getto appare maggiore di quanto sia in realtà.
La velocità della massa di plasma che costituisce il getto può arrivare al 95-99% della velocità della luce (questa non è la velocità di un generico elettrone o protone nel getto: le singole particelle si muovono in direzioni differenti con il risultato che la velocità netta del plasma si trova in questo intervallo).
La relazione tra la luminosità emessa dal getto e la luminosità osservata dalla Terra dipende dalle caratteristiche del getto.
Questi effetti relativistici possono alle volte complicare la comprensione delle reali caratteristiche di questi oggetti.
A causa di effetti relativistici e dell'effetto Doppler, il getto in avvicinamento apparirà più luminoso e spostato verso il blu, mentre quello opposto apparirà più fioco e spostato verso il rosso.
A seconda dell'angolo con cui il getto è disposto rispetto alla Terra, due blazar di per sé identici potrebbero sembrarci molto diversi.

## Scoperte
Molti dei blazar più luminosi vennero inizialmente identificati non come distanti galassie molto energetiche, ma come stelle variabili irregolari poste nella nostra galassia. Questi blazar, come le vere stelle variabili irregolari, cambiano la loro luminosità in periodi di giorni o anni, ma senza nessun modello preciso.
Il recente sviluppo della radioastronomia mostrò che ci sono numerose sorgenti radio nel cielo. Verso la fine del 1950 la risoluzione dei radiotelescopi era sufficiente per poter identificare specifiche radiosorgenti con una controparte ottica, ciò condusse alla scoperta dei quasar. I blazar sono ben rappresentati tra questi primi quasar scoperti, ed effettivamente il primo redshift è stato trovato per 3C273, un quasar altamente variabile che è pure un blazar.
Nel 1968 si osservò una simile connessione tra la presunta stella variabile BL Lacertae e la potente radiosorgente VRO 42.22.01. BL Lacertae mostrava molte delle caratteristiche dei quasar, ma lo spettro ottico era diviso dalle linee spettrali usate per determinare il redshift. Deboli indicazioni della presenza di una galassia vennero infine trovate nel 1974.
La natura extragalattica di BL Lacertae non fu una sorpresa. Nel 1972 alcune variabili ottiche e sorgenti radio vennero unite e venne creata una nuova classe di galassie: gli oggetti del tipo BL Lacertae.
Attualmente sono conosciute alcune centinaia di oggetti BL Lacertae.
Importanti contributi all'identificazione di blazars sono stati dati negli anni '90 dallo strumento EGRET a bordo del Compton Gamma-Ray Observatory della NASA, e, a partire dal 2008, dal telescopio LAT a bordo del Fermi Gamma-Ray Space Telescope. Visto che i blazars sono i nuclei galattici attivi più attivi nella banda dei raggi X e gamma, sono anche quelli più facilmente identificabili da telescopi sensibili a tale banda, come quelli sopra citati. 

## Esempi di blazar
- BL Lacertae, identificata nel 1968 come la controparte ottica di una radiosorgente, nella costellazione della Lucertola, dista 900 milioni di anni luce (il nome da stella variabile deriva dal fatto che la controparte ottica era sembrata tale fin dal 1929);
- PKS 2155-304
- Markarian 421, nella costellazione dell'Orsa Maggiore, dista 360 milioni di anni luce
- Markarian 501
- OJ 287, nella costellazione del Cancro
- OJ 279, nella costellazione della Vergine
- Cta 102, presumibilmente nella costellazione di Pegaso, al 2017 classificato come il blazar più luminoso mai osservato al 2017.[6]
- 4Fgl J1219.0+3653, il blazer di tipo BL Lacertae più lontano mai rilevato al 2020, con redshift di circa 3.59 corrispondente ad un'età dell'universo stimata, al momento della sua emissione, di circa 2 miliardi di anni[7]